# Loloana A
Loloana A is een bestuurslaag in het regentschap Nias Utara van de provincie Noord-Sumatra, Indonesië. Loloana A telt 963 inwoners (volkstelling 2010).